# ザイヤ・ブルックサイド
ザイヤ・ブルックサイド（Xia Brookside、1998年10月16日 - ）は、イギリスの女子プロレスラー。イングランド・レスター出身。
父親は新日本プロレスや全日本プロレスに参戦経験があり、現在NXTでトレーナーを務める、元プロレスラーのロビー・ブルックサイド。

## 来歴
2015年5月にオールスター・レスリングにてデビュー。
2017年に初来日しスターダムに初参戦。
2018年3月4日のスターダム新木場大会の紫雷イオ戦後にスターダム入団を表明。
8月、WWEが主催する第2回メイ・ヤング・クラシックに参加し、1回戦で紫雷イオに敗戦。その後NXT UKと契約する。
2021年12月に里村明衣子が持つ、NXT UK女子王座に挑戦するも敗れた。2022年8月18日、NXT UKの休止に伴って契約解除となった。
12月29日、スターダム両国国技館大会にて、この日復帰した白川未奈の入場時にマライア・メイと共に登場。試合後には、この3人でのタッグ「Club Venus」の結成が白川から発表され、TRIANGLE DERBY Iの出場も発表された。

## 得意技
ブルックシーボム
ジャンピング・ダブル・ニー・フェイスバスター
相手の首に両手を回してジャンプして両膝を折り畳みながら相手の顔の前に突き出す。その状態のまま背中からマットに着地して相手の顔又は、顎に両膝をめり込ませる。
ランニング・フェイスバスター
ドロップキック
ミサイルキック
ジャーマンスープレックス
レックロール・クラッチ・ホールド
ダイビング・クロスボディーアタック

## 獲得タイトル
Empress Pro Wrestling
- Empress Pro Invitational (2016)

International Pro Wrestling: United Kingdom (IPW:UK)
- IPW女子王座 : 1回

Pro Wrestling Ulster
- PWU女子王座 : 1回

Southside Wrestling Entertainment
- SWEタッグ王座 : 1回 - w/ Sean Kustom